# جیل آیکن‌بری
جیل آیکِن‌بـِری (انگلیسی: Jill Eikenberry؛ زادهٔ ۲۱ ژانویهٔ ۱۹۴۷) هنرپیشه اهل ایالات متحده آمریکا است.
او تاکنون ۵ مرتبه نامزد دریافت جایزه امی ساعات پربیننده و ۴ مرتبه نامزد دریافت جایزه گلدن گلوب بوده که یک بار در سال ۱۹۸۹ میلادی، برندهٔ گلدن گلوب شد.

## گزیدهٔ آثار

### سینما
- بزرگسال جوان (۲۰۱۱)
- قرض گرفته شده (۲۰۱۱)
- آرتور (۱۹۸۱)
- زن مجرد (۱۹۷۸)
- شبی پُر باران (۱۹۷۸)
- زنان استثنائی و دیگران (۱۹۷۸)

### تلویزیون
- نظم و قانون (۲۰۰۹)